# Ellen Streidt
Ellen Streidt (dekliški priimek Strophal, poročena Wendland), nemška atletinja, * 27. julij 1952, Wittstock, Vzhodna Nemčija.
Nastopila je na olimpijskih igrah v letih 1972 in 1976, ko je osvojila naslov olimpijske prvakinje v štafeti 4×400 m s svetovnim rekordom in bronasto medaljo v teku na 400 m, leta 1972 je bila četrta v teku na 200 m. Na evropskih prvenstvih je leta 1974 osvojila naslov prvakinje v štafeti 4×400 m in bronasto medaljo v teku na 400 m, leta 1971 pa srebrno medaljo v štafeti 4×100 m. 15. junija 1972 je izenačila svetovni rekord v teku na 100 m z 11,0 s.